# Nanaʻulu
Nanaʻulu (Nanaulu, Nana-Ula) ist nach der im Kumulipo überlieferten traditionellen hawaiischen Genealogie der Sohn des Kiʻi und der Hinakoula. Ein König dieses Namens wird für Tahiti genannt. Nanaʻulu reiste gemeinsam mit seinem Bruder Ulu nach Hawaiʻi, womit auf eine der Besiedelungswellen von Tahiti aus verwiesen wird.

## Genealogie der großen Häuptlinge in Hawaiʻi
Nanaʻulu ließ sich auf Oʻahu nieder und dehnte seine Macht auch auf Kauaʻi und Molokaʻi aus, während Ulu Maui und Hawaiʻi beherrschte. Die Linie Nanaʻulus ging später in der Familie Kamehamehas auf. Paʻao ersetzte die Herrschaft der Dynastie Ulus durch eine hochrangige Häuptlingsfamilie aus Samoa.
Die Abstammung der beiden Brüder – und damit der Häuptlinge, die ihre Herkunft von ihnen ableiten – führt über Papa und Wakea in direkter Linie zum Gott Kāne, einer der bedeutendsten Gottheiten Hawaiʻis und begründet den höheren Rang (hoaliʻi) gegenüber anderen Häuptlingen sowie eine besondere Klasse von damit zusammenhängenden kapu (na liʻi kapu akua).